# Комарувка-Підляська (гміна)
Гміна Комарувка-Подляська (пол. Gmina Komarówka Podlaska) — сільська гміна у східній Польщі. Належить до Радинського повіту Люблінського воєводства.
Станом на 31 грудня 2011 у гміні проживало 4557 осіб.

## Площа
Згідно з даними за 2007 рік площа гміни становила 137.56 км², у тому числі:
- орні землі: 72.00%
- ліси: 20.00%

Таким чином, площа гміни становить 14.25% площі повіту.

## Населення
Станом на 31 грудня 2011:
| Опис     | Загалом | Загалом | Чоловіки | Чоловіки | Жінки | Жінки |
| -------- | ------- | ------- | -------- | -------- | ----- | ----- |
| одиниця  | осіб    | %       | осіб     | %        | осіб  | %     |
| все      | 4557    | 100     | 2282     | 50.08    | 2275  | 49.92 |
| міське   | 0       | 100     | 0        |          | 0     |       |
| сільське | 4557    | 100     | 2282     | 50.08    | 2275  | 49.92 |

## Сусідні гміни
Гміна Комарувка-Подляська межує з такими гмінами: Вішніце, Вогинь, Дрелюв, Ломази, Мілянув, Россош.